# Gado-Gado-Saucenpaste
Als Gado-Gado-Saucenpaste bezeichnet man eine Gewürzpaste, die in der Indonesischen Küche verwendet wird. Die Saucenpaste leitet sich von „Gado-Gado“ ab, einem Salat aus gekochtem indonesischem Mischgemüse, der mit Saucenpaste angemacht wird und zu Lontong und Krupuk (Krabbenchips) gereicht wird.
Sie besteht aus: Knoblauch, Chili, Krabbenpaste, Laospulver, Braunem Zucker, Erdnussbutter, Kokosmilch und Zitronensaft.